# 7498 Blaník
7498 Blaník eller 1996 BF är en asteroid i huvudbältet som upptäcktes den 16 januari 1996 av den tjeckiska astronomen Zdeněk Moravec vid Kleť-observatoriet. Den är uppkallad efter Velký Blaník i Tjeckien.
Asteroiden har en diameter på ungefär 17 kilometer.